# Macrotyloma tenuiflorum
Macrotyloma tenuiflorum är en ärtväxtart som först beskrevs av Marc Micheli, och fick sitt nu gällande namn av Bernard Verdcourt. Macrotyloma tenuiflorum ingår i släktet Macrotyloma och familjen ärtväxter. Inga underarter finns listade i Catalogue of Life.